# 나는 약신이 아니다
나는 약신이 아니다(我不是藥神, Dying To Survive)는 중국에서 제작된 원 무예 감독의 2018년 코미디, 드라마 영화이다. 서쟁 등이 주연으로 출연하였고 동평 등이 제작에 참여하였다.

## 출연

### 주연
- 서쟁

### 조연
- 주일위
- 왕전군
- 탁 탄
- 장 위
- 양신명
- 이내문
- 공배필
- 왕연휘

## 제작진
- 미술: 미아오 리
- 의상: 미아오 리
- 배역: 창 자